# ZACube-1
ZACube-1, auch TshepisoSat, ist ein südafrikanischer 1U-Cubesat, welcher der Weltraumwetterforschung dient. Der zweite Name Tshepiso bedeutet Versprechen in der Sprache Sesotho. Der Satellit wurde von Studenten der Cape Peninsula University of Technology (CPUT), Kapstadt, Südafrika entwickelt. Projektbeginn war Anfang 2011. Das Lage- und Bahnregelungssystem von ZACUBE-1 wurde in Zusammenarbeit des French South African Institute of Technology und der Universität Stellenbosch in Stellenbosch, Südafrika, entwickelt.
Die Hauptnutzlast ist ein Baken-Sender im 20-m-Band, der zur Charakterisierung der Ionosphäre der Erde und zur Kalibrierung der Polarlichtradaranlage der südafrikanischen Weltraumorganisation SANSA in der SANAE-IV-Station in der Antarktis verwendet wird.

## Mission
Es wurde am 21. November 2013 mit einer Dnepr-Trägerrakete vom Kosmodrom Jasny in Russland zusammen mit der Hauptnutzlast DubaiSat 2 und 29 weiteren Satelliten gestartet. Die Mission gilt als erfolgreich.

## Frequenzen
- 145,860 MHz Uplink
- 437,345 MHz Downlink FM 1k2 AFSK AX.25, 9k6 GMSK, CW
- 14.099 MHz Kurzwellen-Bake